# 三池淵楽団
三池淵楽団（サムジヨンがくだん）（正式名称：万寿台芸術団三池淵楽団、朝鮮語：만수대예술단 삼지연악단）は、朝鮮民主主義人民共和国の楽団である。

## 概要
朝鮮民主主義人民共和国の楽団として2009年1月に創立された。通常は万寿台芸術団三池楽団と呼ばれる。朝鮮新報の報道によると、「強盛大国を建設する人民の志向と要求に合った音楽 、人々が音楽を聴きながら笑って涙も流すことができるよう、大衆と呼吸することを知っている音楽を作成するように」との金正日総書記の音楽普及、大衆化の指示に基づいて結成されたものとされる。ある種のポップスオーケストラ性格を持っている。
2018年平昌オリンピックでは、三池淵楽団を中心とした三池淵管弦楽団が韓国に派遣され、2018年2月8日に現地で特別公演を行った。

## 楽団員
全体的に平壌音楽大学の卒業生が多く、平均年齢は20代前半の若い楽団。女性団員が多く見られ、特にバイオリンパートでは、「イケメン」楽団として報道になるほどの美貌の楽団員がいる。団長兼指揮者は、功勲俳優リ・スネであり、時には舞台正面からバイオリン独奏をする傍、指揮をする姿もみられる。
2015年3月25日、労働新聞はリ・スネ楽団長へのインタビューを掲載したが、この記事ではリ・スネは万寿台芸術団の出身であることが明らかになった。創立初期には万寿台芸術団所属のキム・イルジンが団長に抜擢されており、2011年1月の公演では尹伊桑管弦楽団の指揮者キム・ホユンがしばらく三池淵楽団の指揮者として活動したことがあった。その後リ・スネが団長兼指揮者として2014年に、2015年の二度にわたって北朝鮮メディアで確認されており、最近の楽団再編成後にはキム・ホユンが指揮者として活動するようになった。

## 主要な楽団員
- リ・スネ（리순애） - ヴァイオリン、楽団長、指揮者。
- キム・ホユン（金浩允、김호윤） 指揮者。尹伊桑管弦楽団から移籍。
- ウ・ヘヨン（우혜영） - ヴァイオリン。2016年11月16日の公演で首席ヴァイオリン奏者として出演したと見られる。
- ソヌ・ヒャンヒ（선우향희） - ヴァイオリン - 現在、牡丹峰楽団所属。
- ホン・スギョン（홍수경） - ヴァイオリン - 現在、牡丹峰楽団所属。
- キム・ヒャンスン（김향순） - バヤン - 牡丹峰楽団を経て現在、功勲国家合唱団所属。

## 主な公演

### 2009年
- 10月10日(万寿台芸術劇場)
  - 朝鮮労働党創建64周年に際して、銀河水管弦楽団との合同祝う公演。平壌音楽大学を卒業して、三池淵楽団に入団したバイオリニストのソン・ウヒャンの姿を見ることができた。

### 2010年
- 2月7日(東平壌大劇場)
  - 訪朝中の王家瑞中国共産党対外連絡部長が万寿台芸術団三池淵楽団の公演を観覧したと、朝鮮中央テレビが報道。
- 8月15日(東平壌大劇場)
  - 祖国解放65周年に際して万寿台芸術団三池楽団とロシア名俳優団の合同音楽会。

### 2011年
- 1月1日(人民文化宮殿)
  - 新年祝賀公演。翌年7月に牡丹峰楽団が創立され、牡丹峰楽団の楽団長そして、第1バイオリンで活動することになるソンウヒャンをこのステージで見ることができた。指揮は功勲芸術家キムホユン。
- 3月8日(東平壌大劇場)
  - ロシアの21世紀管弦楽団との合同公演

### 2012年
- 3月27日(平壌大劇場)
  - 祖国統一汎民族連合(韓国大学総学生会連合)南側本部盧修煕副議長がこの公演を観覧

### 2013年
- 1月2日（人民文化宮殿）
  - 人工衛星の打ち上げ成功に寄与した科学者、技術者、労働者のための祝賀公演。
- 2月（東平壌大劇場）
  - 光明星節の日を祝う音楽舞踊総合公演
- 12月24日(東平壌大劇場)
  - 朝鮮人民軍最高司令官の金正日総書記就任22周年と抗日の女性英雄金正淑女史誕生96周年に際してた公演

### 2014年
- 1月1日(東平壌大劇場)
  - 新年祝賀音楽会
- 9月28日〜30日(綾羅人民遊園地)
  - 野外公演。
- 12月30日(東平壌大劇場)
  - 敬愛する最高指導者金正恩同志朝鮮人民軍最高司令官就任3周年祝賀公演。

### 2015年
- 1月1日(東平壌大劇場)
  - 新年祝賀音楽会
- 2月19日(人民文化宮殿)
  - 旧正月記念公演

### 2016年
- 11月16日(4・25文化会館)
  - 母の日祝賀公演。ヘンデルのオラトリオ・メサイアが短く演奏された。

### 2017年
- 1月1日(東平壌大劇場)
  - 新年祝賀公演《人民の歓喜》。「ミッキーマウス」など外国アニメ映画の主題歌が演奏された。
- 1月28日(江原道元山市)
  - 各階級の労働者、青年学生の為の公演
- 3月8日(東平壌大劇場)
  - 3.8国際婦女節(＝国際女性デー)107周年記念公演《先軍時代の女性讃歌》
- 6月4日(両江道芸術劇場)
  - 普天堡戦闘勝利80周年記念公演
- 7月12日〜28日(咸鏡南道咸興市咸興大劇場)
  - 朝鮮労働党第7次大会決定貫徹の為の公演。

 2.8ビナロン連合企業所、興南肥料連合企業所、東興山銀河布工場でも祝賀公演をした。

## 三池淵管弦楽団
2018年平昌冬季五輪に派遣された三池淵管弦楽団は、万寿台芸術団三池淵楽団を中心とし、母体の万寿台芸術団・牡丹峰楽団・青峰楽団・功勲国家合唱団などの芸術人（演奏家・歌手など）から選抜されたメンバーで構成された。